# Coppa Internazionale 1955-1960
La Coppa Internazionale 1955-1960 fu la sesta e ultima edizione del torneo prima di essere sostituita dai campionati europei. L'edizione fu vinta dalla Cecoslovacchia, che arrivò davanti all'Ungheria per un solo punto. È anche conosciuta come Coppa Dr. Gerö, in onore del Presidente della ÖFB, scomparso nel 1954.

## Avvenimenti

### Novità
In questa edizione ci fu la prima partecipazione della Jugoslavia, portando per la prima volta il numero di squadre da 5 a 6.

### Formula
Si giocò un girone all'italiana tra tutte le sei partecipanti, con partite di andata e ritorno. Venivano assegnati due punti per la vittoria, uno per il pareggio e zero per la sconfitta.

## Tabellino delle gare
| Arbitro: | Leo Lemešić |

|                                                          |           |                                    |
| Zdeněk Procházka 6’ Josef Crha 33’ (rig.) Jiří Pešek 52’ | Marcatori | 35’ Erich Probst 42’ Robert Dienst |

| Arbitro: | Vasilis Diamantopoulos |

|                                   |           |                                       |
| Erich Probst 11’ Erich Probst 30’ | Marcatori | 7’ Máté Fenyvesi 29’ Nándor Hidegkuti |

| Arbitro: | Vincenzo Orlandini |

|                                     |           |                                                               |
| Josef Hügi 21’ Roger Vonlanthen 42’ | Marcatori | 27’ Otto Hofbauer 54’ (rig.) Richard Brousek 58’ Erich Probst |

| Arbitro: | Carl Steiner |

|  |           |                                                                                       |
|  | Marcatori | 48’ Todor Veselinović 65’ Branko Zebec 81’ (aut.) Mario Bergamaschi 82’ Bernard Vukas |

| Belgrado 26 giugno 1955, ore 17:30 UTC+1 | Jugoslavia   | 0 – 0 referto | Svizzera | Stadion Jugoslovenska Narodna Armija (40 000 spett.)\| Arbitro: \| Zsolt István \| |
| Arbitro:                                 | Zsolt István |               |          |                                                                                    |

| Arbitro: | Jacques Devillers |

|                                                    |           |                                                                        |
| Roger Vonlanthen 16’, 43’ Charles Antenen 64’, 73’ | Marcatori | 20’, 22’ Ferenc Machos 26’ Sándor Kocsis 57’, 85’ (rig.) Ferenc Puskás |

| Arbitro: | Laurent Franken |

|                    |           |                                                   |
| Ladislav Přáda 74’ | Marcatori | 6’ Sándor Kocsis 69’ Zoltán Czibor 84’ Lajo Tichy |

| Arbitro: | Karel van der Meer |

|                                                                                           |           |                   |
| Lajos Tichy 4’ Sándor Kocsis 60’ Zoltán Czibor 65’, 81’ József Tóth 67’ Ferenc Puskás 84’ | Marcatori | 53’ Herbert Grohs |

| Arbitro: | Francesco Liverani |

|                                       |           |                       |
| Herbert Grohs 18’ Gerhard Hanappi 48’ | Marcatori | 26’ Miloš Milutinović |

| Arbitro: | Nikolay Latyshev |

|                                   |           |  |
| Ferenc Puskás 81’ József Tóth 84’ | Marcatori |  |

| Arbitro: | Lucien van Nuffel |

|                                     |           |                                        |
| Máté Fenyvesi 42’ József Bozsik 55’ | Marcatori | 6’ Bernard Vukas 75’ Todor Veselinović |

| Arbitro: | Jan Bronkhorst |

|                    |           |                                                                            |
| Robert Ballaman 1’ | Marcatori | 16’ Jaroslav Borovička 21’, 31’, 61’, 66’ Jiří Feureisl 88’ Josef Masopust |

| Arbitro: | Leo Lemešić |

|                                            |           |                                                                    |
| Ferenc Machos 28’ József Bozsik 56’ (rig.) | Marcatori | 8’ Jiří Feureisl 27’, 55’ Anton Moravčík 70’ (rig.) Arnošt Pazdera |

| Arbitro: | Sándor Harangozó |

|                    |           |                 |
| Zdravko Rajkov 60’ | Marcatori | 55’ Karl Koller |

| Arbitro: | Friedrich Seipelt |

|                         |           |                                                      |
| Aleksandar Petaković 7’ | Marcatori | 5’ Zoltán Czibor 26’ Sándor Kocsis 66’ Ferenc Puskás |

| Arbitro: | Friedrich Mayer |

|                      |           |                                |
| Branko Stanković 66’ | Marcatori | 42’, 60’ (rig.) Ladislav Přáda |

| Arbitro: | Leo Horn |

|                     |           |                   |
| Robert Ballaman 26’ | Marcatori | 35’ Eddie Firmani |

| Arbitro: | Emilio Guidi |

|                         |           |                   |
| Angelo Longoni 37’, 48’ | Marcatori | 55’ Alfred Körner |

| Arbitro: | Vasa Stefanović |

|                                                       |           |  |
| Hans Buzek 8’, 53’ Walter Haummer 62’ Karl Koller 77’ | Marcatori |  |

| Arbitro: | Martin Macko |

| |           |                           |
| Branko Zebec 10’ Miloš Milutinović 26’, 47’ Luka Lipošinović 40’ Zdravko Rajkov 49’ Bernard Vukas 80’ | Marcatori | 58’ (rig.) Sergio Cervato |

| Arbitro: | Vasilis Diamantopoulos |

|                        |           |  |
| Jaroslav Borovička 57’ | Marcatori |  |

| Arbitro: | Gottfried Dienst |

|                                           |           |                       |
| Alfred Körner 30’ Helmut Senekowitsch 54’ | Marcatori | 5’, 7’ Anton Moravčík |

| Arbitro: | Gérard Versyp |

|                                                    |           |                                         |
| Paul Kozlicek 41’ Alfred Körner 79’ Hans Buzek 82’ | Marcatori | 47’ Gianfranco Petris 61’ Eddie Firmani |

| Arbitro: | Lucien van Nuffel |

|                                      |           |                 |
| Adolf Scherer 41’ Anton Moravčík 49’ | Marcatori | 28’ Eugen Meier |

| Arbitro: | Kurt Tschenscher |

|                 |           |                    |
| Carlo Galli 83’ | Marcatori | 26’ Josef Masopust |

| Arbitro: | Cesare Jonni |

|                 |           |                                                                             |
| Gilbert Rey 57’ | Marcatori | 3’ Luka Lipošinović 41’, 48’ Dragoslav Šekularac 82’, 86’ Todor Veselinović |

| Arbitro: | Ivan Lukyanov |

|                                                                                          |           |  |
| János Göröcs 1’, 79’ Lajos Tichy 19’, 28’, 35’, 66’ Károly Sándor 22’ Flórián Albert 27’ | Marcatori |  |

| Arbitro: | Reg Leafe |

|                                      |           |                       |
| Milan Dolinský 29’ Adolf Scherer 41’ | Marcatori | 9’ Francisco Lojacono |

| Arbitro: | Piet Roomer |

|                           |           |                 |
| Sergio Cervato 56’ (rig.) | Marcatori | 50’ Lajos Tichy |

| Arbitro: | Daniel Zariquiegui Izco |

|                                                                |           |  |
| Rolf Mägerli 47’ (aut.) Gino Stacchini 64’ Miguel Montuori 81’ | Marcatori |  |

## Classifica finale
| Pos. | Squadra        | Pt | G  | V | N | P | GF | GS | DR  |
| ---- | -------------- | -- | -- | - | - | - | -- | -- | --- |
| 1.   | Cecoslovacchia | 16 | 10 | 7 | 2 | 1 | 24 | 14 | +10 |
| 2.   | Ungheria       | 15 | 10 | 6 | 3 | 1 | 34 | 16 | +18 |
| 3.   | Austria        | 11 | 10 | 4 | 3 | 3 | 21 | 21 | 0   |
| 4.   | Jugoslavia     | 9  | 10 | 3 | 3 | 4 | 21 | 13 | +8  |
| 5.   | Italia         | 7  | 10 | 2 | 3 | 5 | 12 | 21 | -9  |
| 6.   | Svizzera       | 2  | 10 | 0 | 2 | 8 | 10 | 37 | -27 |

## Classifica marcatori
| Gol |  |  | Giocatore         | Squadra        |
| --- |  |  | ----------------- | -------------- |
| 7   |  |  | Lajos Tichy       | Ungheria       |
| 5   |  |  | Jiří Feureisl     | Cecoslovacchia |
| 5   |  |  | Anton Moravčík    | Cecoslovacchia |
| 5   |  |  | Ferenc Puskás     | Ungheria       |
| 4   |  |  | Zoltán Czibor     | Ungheria       |
| 4   |  |  | Sándor Kocsis     | Ungheria       |
| 4   |  |  | Erich Probst      | Austria        |
| 4   |  |  | Todor Veselinović | Jugoslavia     |